# Sgùrr nan Coireachan (Glen Dessary)
Der Sgùrr nan Coireachan ist ein 953 m (3.127 ft) hoher, als Munro und Marilyn eingestufter Berg in Schottland. Sein gälischer Name kann in etwa mit Felsige Spitze der Kare übersetzt werden. Er liegt an der Westküste östlich der zur Council Area Highland gehörenden Halbinsel Knoydart und westlich des Loch Arkaig, etwa 15 Kilometer nördlich von Glenfinnan und rund 30 Kilometer nordwestlich von Fort William.
Ähnlich wie seine westliche Nachbarn, der 1.040 m (3.412 ft) hohe Sgùrr na Cìche und der 1.013 m (3.323 ft) hohe Garbh Chioch Mhòr, ist der Sgùrr nan Coireachan ein auf mehreren Seiten von Felsstrukturen und Schrofen geprägter und komplexer Berg mit mehreren Graten. Sein Hauptgipfel liegt am Südende eines kurzen Gipfelgrats. Mit dem 873 m (2.864 ft) hohen Top des An Eag besitzt er einen östlich des Hauptgipfels liegenden Vorgipfel, beide sind durch den etwas unter 800 m hohen Sattel Feadan na-h Urchaireach, der sich nach Osten an das Nordende des Gipfelgrats anschließt, getrennt. Von beiden Gipfeln führen parallel Grate nach Nordosten, die das sich nach Norden öffnende Coire Rèidh umschließen. Während der vom An Eag ausgehende Grat sich bald auf einen rund 660 m hohen Bealach absenkt, über den der Übergang zum benachbarten Sgùrr Mòr möglich ist, führt der vom Nordende des Gipfelgrats weiterführende Grat, der als Druim Buidhe bezeichnet wird, über fast zwei Kilometer bis oberhalb des Südufer von Loch Quoich, wo er im 695 m (2.280 ft) Vorgipfel An t-Sàil endet. Auf der Ostseite weist der Druim Buidhe vielfach Schrofen und felsige Partien auf, auch der Übergang zum An Eag ist von Felsstrukturen geprägt. Dagegen fällt der Druim Buidhe wie auch die Nordflanke des Sgùrr nan Coireachan nach Westen in das Coire nan Gall mit steilen Grashängen ab. Auch nach Süden führen vom Sgùrr nan Coireachan und dem An Eag parallel Grate, die das Coire nan Uth umschließen. Der vom Hauptgipfel ausgehende Südgrat ist auf seiner Westseite felsdurchsetzt, die Ostseite ist dagegen von steilen Grashängen geprägt. Westlich schließt sich an den Gipfel des Sgùrr nan Coireachan der auf 733 m Höhe liegende Bealach Coire nan Gall an, über den ein Übergang zum Garbh Chioch Beag und weiter über den Grat zum Garbh Chioch Mhòr möglich ist. Auffällig sind Reste einer alten Grenzziehung, teils in Form eines Steinwalls aus Trockenmauerwerk, teils als Zaun, die vom Sgùrr na Cìche und dem Garbh Chioch Mhòr kommend über den Grat und den Bealach Coire nan Gall zum Gipfel des Sgùrr nan Coireachan führen. Von dort verlaufen die Reste des Zauns über den An Eag und dessen Südgrat weiter zum südöstlich benachbarten, 835 m (2.740 ft) hohen Sgùrr Còs na Breachd-laoidh und über dessen Südwestgrat talwärts in das Glen Dessarry.

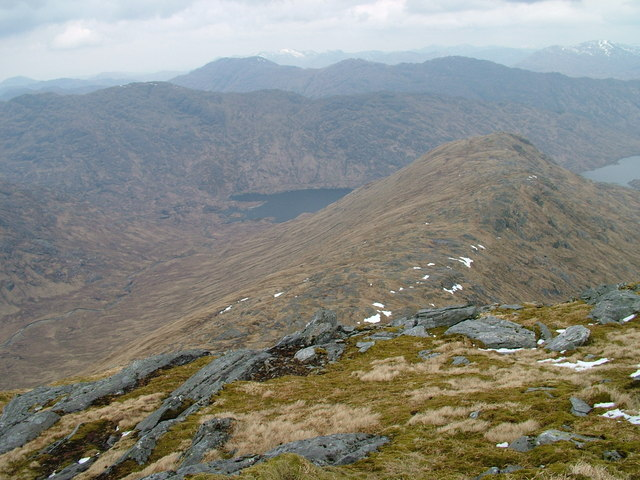
Blick vom Gipfel über den Druim Buidhe, den Nordgrat des Sgùrr nan Coireachan, im Hintergrund Loch Quoich
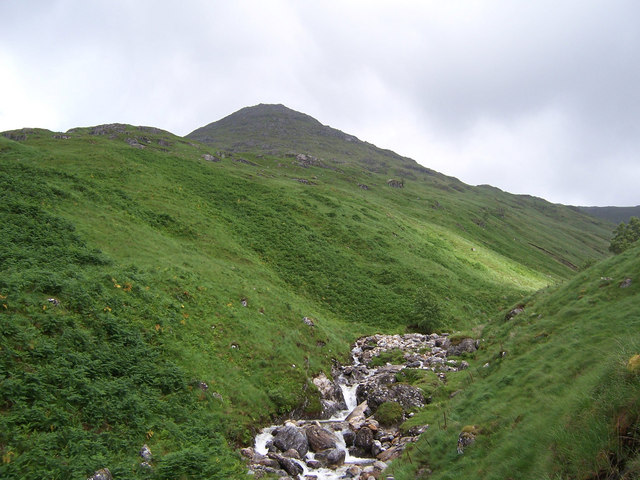
Der Südgrat des Sgùrr nan Coireachan, Blick zum Gipfel
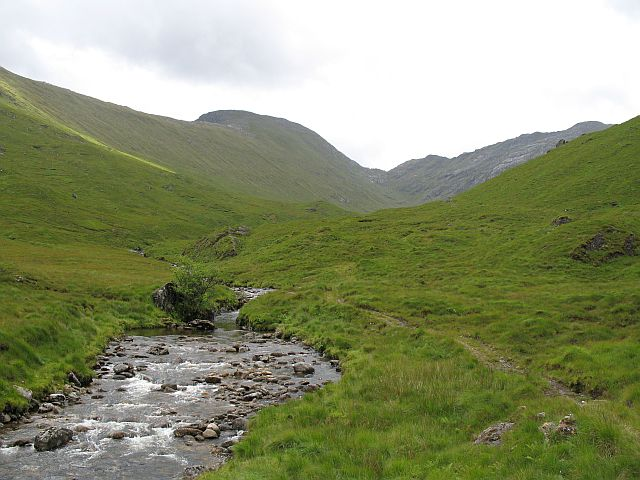
Blick aus dem nördlich liegenden Coire nan Gall zum Sgùrr nan Coireachan (links)
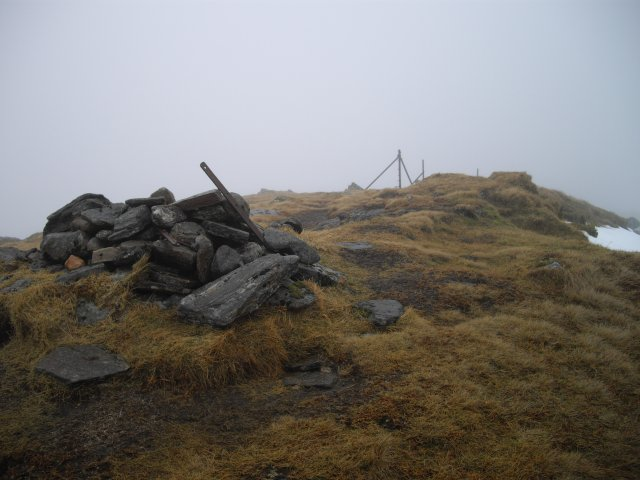
Der Gipfelcairn des Sgùrr nan Coireachan

Der Sgùrr nan Coireachan liegt in einer einsamen Berglandschaft weitab von Siedlungen und öffentlichen Straßen. Von Spean Bridge ist er über eine schmale Single track road entlang von Loch Arkaig in das obere Glen Dessarry bis zur kleinen Ansiedlung Strathan erreichbar. Der Zustieg führt von Strathan in das obere Glen Dessarry und über den Südgrat bis zum Gipfel. Munro-Bagger besteigen den Sgùrr nan Coireachan oft gemeinsam mit benachbarten Munros. Ein Übergang zum Garbh Chioch Mhòr ist über den Bealach Coire nan Gall und den Gipfelgrat des Garbh Chioch Mhòr möglich, westlich daran schließt sich der Übergang zum Sgùrr na Cìche an. Nordöstlich ist über den An Eag der Übergang zum Sgùrr Mòr möglich. Alle Kombinationen mit anderen Munros sind jedoch sehr lange Tagestouren mit Streckenlängen von gut 25 Kilometern. Zugänge aus Richtung Norden sind nicht ohne Biwak im Freien möglich, da das Südufer von Loch Quoich weglos ist.